# Live at Benaroya Hall with the Seattle Symphony
Live at Benaroya Hall with the Seattle Symphony es el primera álbum en vivo de la cantante estadounidense Brandi Carlile. Se lanzó el 3 de mayo de 2011, por ATO Records. El álbum alcanzó su punto máximo en el lugar sesenta y tres en el Billboard 200, el quinto lugar en Folk Albums y la ubicación catorce en los álbumes Rock de Estados Unidos.

## Antecedentes y lanzamiento
Live at Benaroya Hall with the Seattle Symphony  se grabó en dos espectáculos con entradas agotadas en noviembre de 2010 durante la gira de Carlile en apoyo de su álbum de estudio anterior Give Up the Ghost (2009). Carlile dijo que ella y la banda siempre habían querido que su cuarto lanzamiento fuera un álbum en vivo, inicialmente esperaba grabar en un lugar famoso, pero decidió regresar a Benaroya Hall, ya que había actuado allí en 2008.  Antes del ensayo individual que Carlile tuvo con la Seattle Symphony de 30 miembros, los arregladores de cuerdas crearon gráficos y enviaron demostraciones generadas por computadora a Carlile para su aprobación. Según los informes, Carlile se sorprendió al escuchar a la orquesta "entrando y saliendo" de su música.

## Composición
Live at Benaroya Hall presenta arreglos del compositor británico Paul Buckmaster, quien trabajó anteriormente con Carlile en Give Up the Ghost y Sean O'Loughlin. Martin Feveyear, productor e ingeniero de audio con sede en Seattle, que había mezclado el álbum debut de Carlile además de otros EP en vivo y demos, grabó, mezcló y masterizó el álbum. Carlile no había hablado con Feveyear antes del primer ensayo, pero estaba satisfecha con el resultado de su trabajo.
El número de canciones de portada, que desempeñan un papel destacado en el acto en vivo de Carlile, representa lo que normalmente incluye en un concierto. Carlile dijo que sentía que era miembro de The Beatles cuando el público se puso de pie y cantó en voz alta las palabras para «Dreams»,  y que «Before It Breaks» y «I Will» fueron emocionalmente los más difícil de interpretar. Ella ha dicho que el álbum es el que ella y su banda están más orgullosos, creyendo que realmente representa una actuación en vivo.

## Lista de canciones
| N.º   | Título                                               | Escritor(es)                           | Duración |  |
| 1.    | «Curtain Call»                                       |                                        | 1:11     |  |
| 2.    | «Sixty Years On»                                     | Elton John, Bernie Taupin              | 4:51     |  |
| 3.    | «Looking Out»                                        | Brandi Carlile                         | 4:33     |  |
| 4.    | «Before It Breaks»                                   | Carlile, Phil Hanseroth, Tim Hanseroth | 4:23     |  |
| 5.    | «I Will»                                             | Carlile                                | 4:39     |  |
| 6.    | «Shadow on the Wall»                                 | Carlile, T. Hanseroth                  | 3:53     |  |
| 7.    | «Dreams»                                             | Carlile, P. Hanseroth, T. Hanseroth    | 4:10     |  |
| 8.    | «Turpentine»                                         | Carlile                                | 6:21     |  |
| 9.    | «The Sound of Silence»                               | Paul Simon                             | 3:26     |  |
| 10.   | «The Story»                                          | P. Hanseroth                           | 5:06     |  |
| 11.   | «Pride and Joy»                                      | Carlile                                | 7:07     |  |
| 12.   | «Hallelujah» (includes hidden track "Forever Young") | Leonard Cohen                          | 11:28    |  |
| 61:08 |                                                      |                                        |          |  |

## Posicionamiento en listas
| Listas (2011)                       | Mejor posición |
| ----------------------------------- | -------------- |
| Estados Unidos (Billboard 200)      | 63             |
| Estados Unidos Folk (Billboard)     | 5              |
| Estados Unidos Top Rock (Billboard) | 14             |